# Boos (Seine-Maritime)
Boos is een gemeente in het Franse departement Seine-Maritime (regio Normandië) en telt 2998 inwoners (2004). De plaats maakt deel uit van het arrondissement Rouen.

## Geografie
De oppervlakte van Boos bedraagt 14,1 km², de bevolkingsdichtheid is 212,6 inwoners per km².
De onderstaande kaart toont de ligging van Boos (Seine-Maritime) met de belangrijkste infrastructuur en aangrenzende gemeenten.

## Demografie
Onderstaande figuur toont het verloop van het inwonertal (bron: INSEE-tellingen).